# Timbellus vespertilio
Timbellus vespertilio is een slakkensoort uit de familie van de Muricidae. De wetenschappelijke naam van de soort is voor het eerst geldig gepubliceerd in 1959 door Kuroda in Kira.